# Elis Fischer
Elis Gustaf Fischer (født 13. januar 1834 i Askersund, død 19. august 1889) var en svensk politiker, advokat og bankmand.
Han studerede jura ved University of Upsala. Han er kendt for Fischer- retssagen i december 1886. 
Fischer er bedstefar til den kendte filmregissør Gunnar Fischer.